# 암룰라 살레

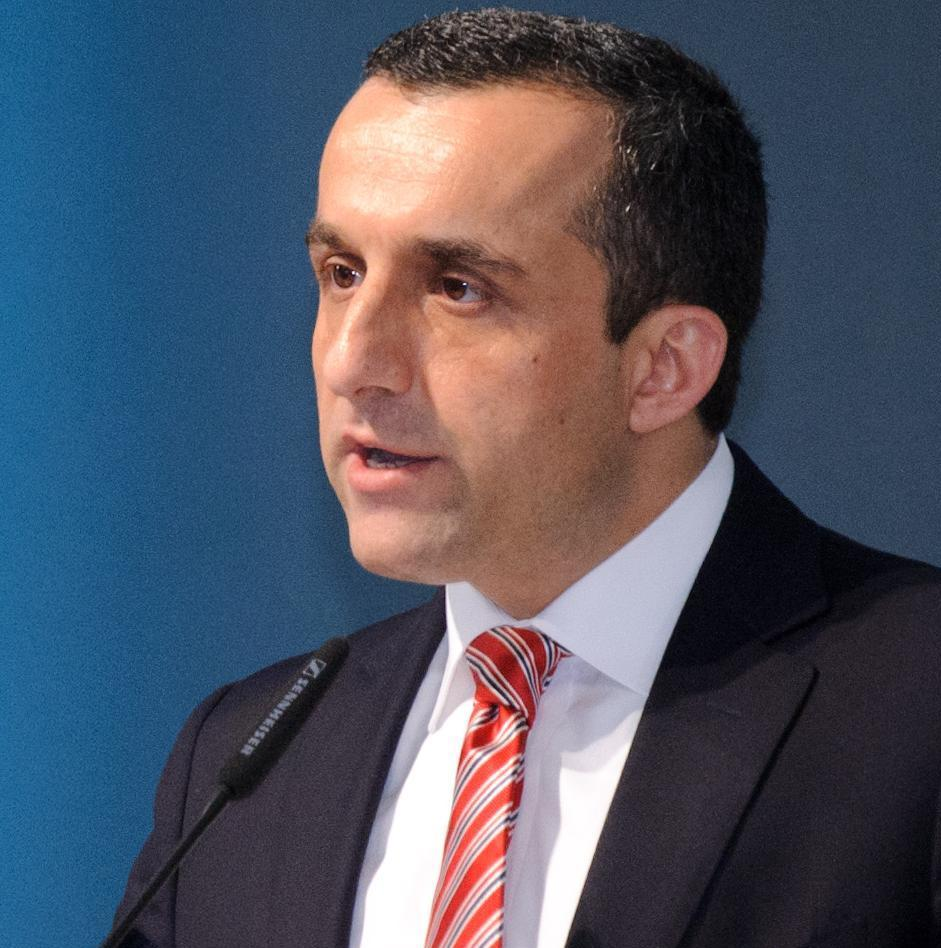

암룰라 살레(다리어·파슈토어: امرالله صالح, 1972년 10월 15일 ~)는 아프가니스탄의 정치인이다. 2018년부터 2019년까지 아프가니스탄 내무부 장관, 2004년부터 2010년에 사직할 때까지 국가안전국의 국장을 차례로 역임했고, 2020년부터 아슈라프 가니 행정부에서 제1부통령으로 재임했다.
국가안전국 국장이 되기 전에는 아흐마드 샤 마수드의 북부연맹 소속이었다. 1997년 마수드가 살레를 타지키스탄 주재 아프간 대사관의 연락장교로 임명하여 국제인도주의단체 및 타국의 정보기관들과의 접촉 업무를 맡겼다. 2010년 NDS 총수에서 사임한 뒤 바세지에 밀리라는 반탈레반 운동체를 만들었다.
2017년 3월, 가니가 살레를 안보개혁장관으로 임명했고, 2018년 12월 내무장관으로 임명되었다. 2019년 1월 19일, 살레는 가니의 선거본부에 합류하기 위해 장관직을 사임했꼬, 가니가 재선에 성공하면서 제1부통령이 되었다.
2021년 8월 카불이 함락된 이후 살레는 연고지인 판지시르계곡으로 빠져나갔고, 가니가 국외로 도망가서 대통령이 궐위가 되었기에 헌법에 따라 자신이 적법한 대통령 권한대행이라고 주장하고 있다. 살레의 주장은 아흐마드 마수드와 비스밀라 칸 모하마디의 지지를 받았다.

## 역대 선거 결과
| 선거명      | 직책명              | 대수 | 정당   | 득표율 | 득표수    | 결과 | 당락                     |
| ----------- | ------------------- | ---- | ------ | ------ | --------- | ---- | ------------------------ |
| 2019년 선거 | 아프가니스탄 부통령 | 5대  | 무소속 | 50.64% | 923,592표 | 1위  | 아프가니스탄 부통령 당선 |

## 같이 보기
- 아슈라프 가니